# Ultimate (Lightwater Valley)
Pour les articles homonymes, voir Ultimate.
Ultimate sont des montagnes russes assises du parc Lightwater Valley, situé à Ripon, dans le Yorkshire du Nord en Angleterre, au Royaume-Uni. L'attraction n'a pas fonctionné pendant la saison 2020 et devrait rester fermée jusqu'en 2021.

## Statistiques
- Trains : 2 trains de 10 wagons. Les passagers sont placés par deux sur deux rangs. Un train à 40 places, l'autre 38.